# Тьерра-де-Кальделас (комарка)
Тьерра-де-Кальделас (исп. Tierra de Caldelas,  галис. Terra de Caldelas)  — район (комарка) в Испании, входит в провинцию Оренсе в составе автономного сообщества Галисия.

## Муниципалитеты
1. Кастро-Кальделас
2. Монтедеррамо
3. Парада-де-Силь
4. Ла-Тейхейра